# Anuchit Ngrnbukkol
Anuchit Ngrnbukkol (thailändisch อนุชิต เงินบุคคล; * 23. Juli 1993) ist ein thailändischer Fußballspieler.

## Karriere
Bis 2016 spielte Anuchit Ngrnbukkol beim Erstligisten Sukhothai FC in Sukhothai. Von August bis Dezember 2019 war er vereinslos. 2017 nahm ihn der Zweitligist Rayong FC aus Rayong unter Vertrag. Mit dem Verein wurde der Mittelfeldspieler in der Saison 2019 Tabellendritter der Thai League 2 und stieg somit in die Thai League auf. Seit 2019 ist Anuchit Ngrnbukkol Mannschaftskapitän des Teams. Am Ende der Saison 2020/21 musste er mit Rayong als Tabellenletzter in die zweite Liga absteigen. Nach dem Abstieg verließ er Rayong. Im Juni 2021 unterschrieb er einen Vertrag beim ebenfalls aus der ersten Liga abgestiegenen Sukhothai FC. Am Ende der Saison 2021/22 feierte er mit dem Verein aus Sukhothai die Vizemeisterschaft und den Aufstieg in die erste Liga. Nach vier Spielzeiten, in denen er für den Verein aus Sukhothai 73 Ligaspiele bestritt, wurde sein Vertrag im Sommer 2025 nicht verlängert.

## Erfolge
Sukhothai FC
- Thailändischer Pokalsieger: 2016

Rayong FC
- Thai League 2: 2019 (3. Platz)  ▲

Sukhothai FC
- Thailändischer Zweitligavizemeister: 2021/22  ▲